# 24 Heures du Mans 2007
Navigation
Édition précédente Édition suivante
Les 24 Heures du Mans 2007 sont la 75e édition de l'épreuve et se déroulent les 16 et 17 juin 2007 sur le circuit de la Sarthe.
Alors que le départ de la course est traditionnellement donné à 16 heures, celui de l'édition 2007 fut donné à 15 heures à cause du second tour des élections législatives françaises.
Ce sont 54 équipages qui ont participé à la course où la Peugeot 908 HDi FAP no 8 du Portugais Pedro Lamy et des Français Stéphane Sarrazin et Sébastien Bourdais s'est élancé en tête après avoir réalisé la pole position lors des qualifications. Mais finalement, et pour la quatrième année consécutive, le constructeur allemand Audi (avec sa R10 conduite par les pilotes allemands Marco Werner et Frank Biela et l'Italien Emanuele Pirro) s'impose devant la Peugeot 908 no 8 et la voiture no 16 de l'écurie française Pescarolo Sport.
Marquée par de nombreux rebondissements et des conditions climatiques changeantes et humides, la course a attiré plus de 250 000 spectateurs soit 15 000 de plus que l'année précédente. On peut expliquer ce record d'affluence par le retour officiel du constructeur français Peugeot qui espère contester l'outrageuse domination des Audi depuis l'an 2000 (7 victoires lors des 8 dernières éditions). Par ailleurs, cette nouvelle édition des 24 Heures est marquée par l'utilisation de moteurs diesels par les écuries de pointe. En effet, après Audi en 2006, Peugeot relève le défi en inscrivant son retour dans l'utilisation du diesel pour sa nouvelle 908 HDi FAP.

## Essais qualificatifs

### 1reséance
Mercredi 13 juin 2007 : de 19 h à 21 h puis de 22 h à minuit.

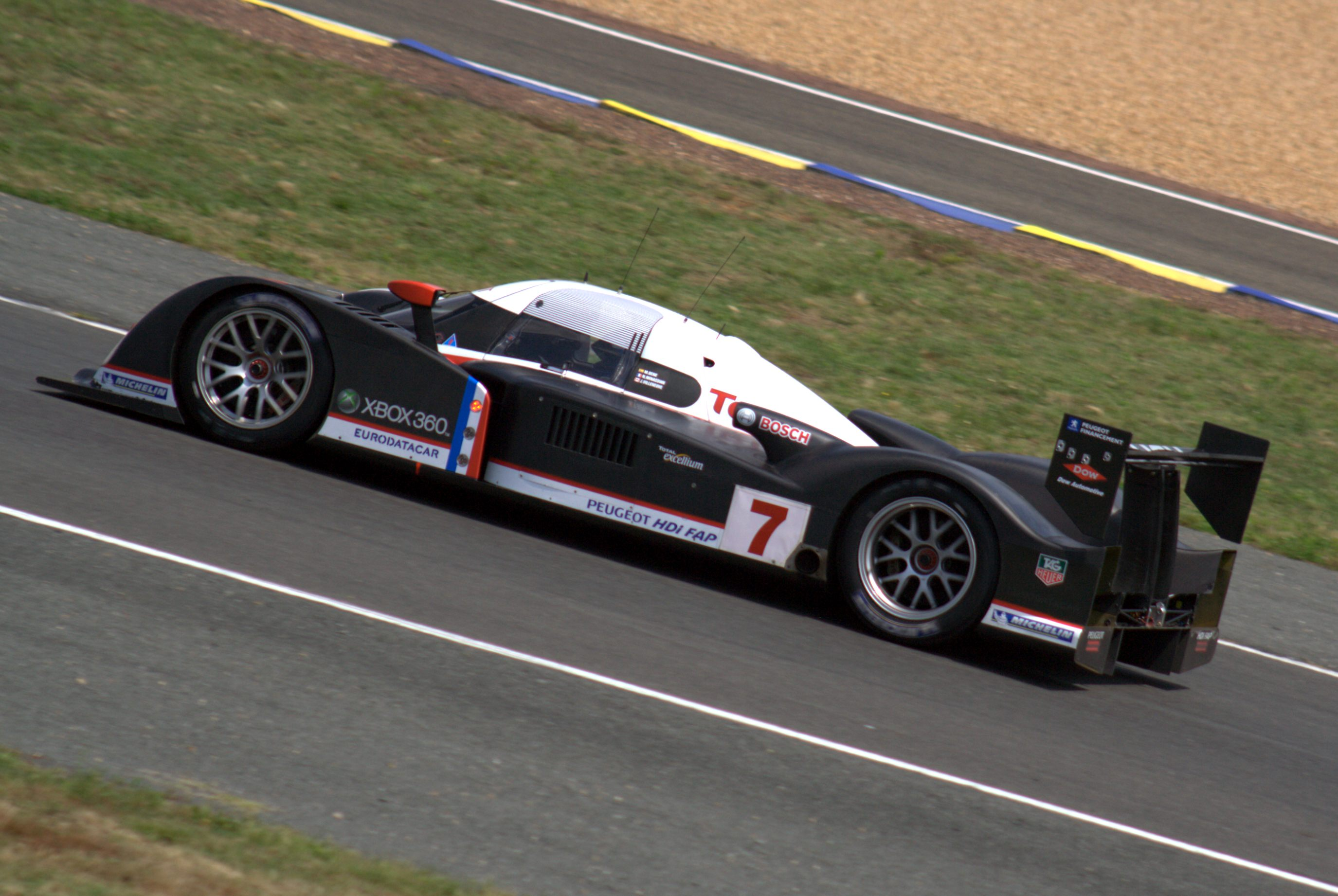
Peugeot 908 HDi FAP.

À l'issue de cette première séance qualificative, la Peugeot 908 no 8 réalise le meilleur chrono à seulement trois minutes de la fin de la séance. Elle devance l'Audi R10 no 2 et la seconde Peugeot 908.

### 2eséance
Jeudi 14 juin 2007 : de 19 h à 21 h puis de 22 h à minuit.
Perturbée par la pluie, la seconde séance des qualifications ne modifie en rien l'ordre établi la veille lors de la première séance. Néanmoins, les deux constructeurs Audi et Peugeot ont pu se jauger en prévision de la course. Ainsi, dans des conditions climatiques humides, c'est l'Audi R10 no 2 qui réalise le meilleur temps de cette séance (4 min 01 s 257) devant la no 3 (4 min 01 s 629). La première Peugeot (no 8) termine troisième dans la même seconde (4 min 01 s 928) mais s'élancera en tête lors de la course grâce au chrono réalisé la veille.
Dans les autres catégories, la hiérarchie n'a pas non plus été bouleversée. En LMP2, la voiture no 33 de l'écurie Barazi Epsilon a terminé en tête de sa catégorie lors de cette séance comme lors de la première. En GT1, l'Aston Martin no 008 de l'équipe française Larbre Compétition partira en tête dans sa catégorie après avoir réalisé le meilleur temps dans les deux séances. Enfin, en GT2, la voiture no 87 du team Scuderia Écosse réalise aussi les meilleurs chronos dans les deux séances et s'élancera donc en tête dans sa catégorie.

### Grille de départ
À l'issue des deux séances qualificatives, voici la grille de départ définitive. Les huit premiers équipages figurent dans ce tableau ainsi que les premiers de chaque catégorie.
| Pos. | Catégorie      | N°             | Écurie                                 | Pilotes                                                | Châssis                             | Pneus          | Temps          |
| Pos. | Catégorie      | N°             | Écurie                                 | Pilotes                                                | Moteur                              | Pneus          | Temps          |
| ---- | -------------- | -------------- | -------------------------------------- | ------------------------------------------------------ | ----------------------------------- | -------------- | -------------- |
| 1    | LMP1           | 8              | Team Peugeot Total                     | Stéphane Sarrazin Pedro Lamy Sébastien Bourdais        | Peugeot 908 HDi FAP                 | M              | 3 min 26 s 344 |
| 1    | LMP1           | 8              | Team Peugeot Total                     | Stéphane Sarrazin Pedro Lamy Sébastien Bourdais        | Peugeot HDi 5.5L Turbo V12 (Diesel) | M              | 3 min 26 s 344 |
| 2    | LMP1           | 2              | Audi Sport North America               | Tom Kristensen Allan McNish Rinaldo Capello            | Audi R10 TDI                        | M              | 3 min 26 s 916 |
| 2    | LMP1           | 2              | Audi Sport North America               | Tom Kristensen Allan McNish Rinaldo Capello            | Audi TDI 5.5L Turbo V12 (Diesel)    | M              | 3 min 26 s 916 |
| 3    | LMP1           | 7              | Team Peugeot Total                     | Nicolas Minassian Jacques Villeneuve Marc Gené         | Peugeot 908 HDi FAP                 | M              | 3 min 27 s 724 |
| 3    | LMP1           | 7              | Team Peugeot Total                     | Nicolas Minassian Jacques Villeneuve Marc Gené         | Peugeot HDi 5.5L Turbo V12 (Diesel) | M              | 3 min 27 s 724 |
| 4    | LMP1           | 1              | Audi Sport North America               | Marco Werner Emanuele Pirro Frank Biela                | Audi R10 TDI                        | M              | 3 min 28 s 301 |
| 4    | LMP1           | 1              | Audi Sport North America               | Marco Werner Emanuele Pirro Frank Biela                | Audi TDI 5.5L Turbo V12 (Diesel)    | M              | 3 min 28 s 301 |
| 5    | LMP1           | 3              | Audi Sport Team Joest                  | Lucas Luhr Mike Rockenfeller Alexandre Prémat          | Audi R10 TDI                        | M              | 3 min 29 s 736 |
| 5    | LMP1           | 3              | Audi Sport Team Joest                  | Lucas Luhr Mike Rockenfeller Alexandre Prémat          | Audi TDI 5.5L Turbo V12 (Diesel)    | M              | 3 min 29 s 736 |
| 6    | LMP1           | 16             | Pescarolo Sport                        | Emmanuel Collard Jean-Christophe Boullion Romain Dumas | Pescarolo 01                        | M              | 3 min 33 s 590 |
| 6    | LMP1           | 16             | Pescarolo Sport                        | Emmanuel Collard Jean-Christophe Boullion Romain Dumas | Judd GV5.5 S2 5.5L V10              | M              | 3 min 33 s 590 |
| 7    | LMP1           | 13             | Courage Compétition                    | Jean-Marc Gounon Guillaume Moreau Stefan Johansson     | Courage LC70                        | M              | 3 min 35 s 171 |
| 7    | LMP1           | 13             | Courage Compétition                    | Jean-Marc Gounon Guillaume Moreau Stefan Johansson     | AER P32T 3.6L Turbo V8              | M              | 3 min 35 s 171 |
| 8    | LMP1           | 18             | Rollcentre Racing                      | Stuart Hall João Barbosa Martin Short                  | Pescarolo 01                        | D              | 3 min 35 s 559 |
| 8    | LMP1           | 18             | Rollcentre Racing                      | Stuart Hall João Barbosa Martin Short                  | Judd GV5.5 S2 5.5L V10              | D              | 3 min 35 s 559 |
| …    | Catégorie LMP2 | Catégorie LMP2 | Catégorie LMP2                         | Catégorie LMP2                                         | Catégorie LMP2                      | Catégorie LMP2 | Catégorie LMP2 |
| 15   | LMP2           | 33             | Barazi-Epsilon Zytek Engineering       | Adrián Fernández Haruki Kurosawa Robbie Kerr           | Zytek 07S/2                         | M              | 3 min 44 s 158 |
| 15   | LMP2           | 33             | Barazi-Epsilon Zytek Engineering       | Adrián Fernández Haruki Kurosawa Robbie Kerr           | Zytek ZG348 3.4L V8                 | M              | 3 min 44 s 158 |
| …    | Catégorie GT1  | Catégorie GT1  | Catégorie GT1                          | Catégorie GT1                                          | Catégorie GT1                       | Catégorie GT1  | Catégorie GT1  |
| 23   | LMGT1          | 008            | Aston Martin Racing Larbre Compétition | Christophe Bouchut Fabrizio Gollin Casper Elgaard      | Aston Martin DBR9                   | M              | 3 min 50 s 761 |
| 23   | LMGT1          | 008            | Aston Martin Racing Larbre Compétition | Christophe Bouchut Fabrizio Gollin Casper Elgaard      | Aston Martin 6.0L V12               | M              | 3 min 50 s 761 |
| …    | Catégorie GT2  | Catégorie GT2  | Catégorie GT2                          | Catégorie GT2                                          | Catégorie GT2                       | Catégorie GT2  | Catégorie GT2  |
| 39   | LMGT2          | 87             | Scuderia Écosse                        | Chris Niarchos Tim Mullen (en) Andrew Kirkaldy         | Ferrari F430 GTC                    | P              | 4 min 04 s 185 |
| 39   | LMGT2          | 87             | Scuderia Écosse                        | Chris Niarchos Tim Mullen (en) Andrew Kirkaldy         | Ferrari F136 4.0L V8                | P              | 4 min 04 s 185 |

## Nombre de pilotes qualifiés pour la course
161 pilotes seront sur la piste de ces 24 Heures du Mans édition 2007. Comme l'an passé, l'Américaine Liz Halliday sera la seule femme à participer à l'épreuve.
| 36 Français   | 34 Britanniques | 11 Américains | 8 Italiens   | 7 Allemands   |
| 7 Néerlandais | 7 Suisses       | 6 Danois      | 6 Japonais   | 5 Autrichiens |
| 5 Tchèques    | 4 Canadiens     | 4 Espagnols   | 4 Suédois    | 3 Brésiliens  |
| 3 Portugais   | 2 Monégasques   | 2 Russes      | 1 Australien | 1 Belge       |
| 1 Finlandais  | 1 Hongkongais   | 1 Malaisien   | 1 Mexicain   | 1 Saoudien    |

## Déroulement de la course

### Classements intermédiaires
| Pos. | Après la 1re heure | Après la 1re heure                                                          | Après 6 heures | Après 6 heures                                                              | Après 12 heures | Après 12 heures                                                             | Après 18 heures | Après 18 heures                                                             |
| Pos. | n°                 | Voiture / Pilotes                                                           | n°             | Voiture / Pilotes                                                           | n°              | Voiture / Pilotes                                                           | n°              | Voiture / Pilotes                                                           |
| ---- | ------------------ | --------------------------------------------------------------------------- | -------------- | --------------------------------------------------------------------------- | --------------- | --------------------------------------------------------------------------- | --------------- | --------------------------------------------------------------------------- |
| 1    | 2                  | Audi Sport North America Audi R10 TDI (LMP1) Kristensen - McNish - Capello  | 2              | Audi Sport North America Audi R10 TDI (LMP1) Kristensen - McNish - Capello  | 2               | Audi Sport North America Audi R10 TDI (LMP1) Kristensen - McNish - Capello  | 1               | Audi Sport North America Audi R10 TDI (LMP1) Biela - Pirro - Werner         |
| 2    | 1                  | Audi Sport North America Audi R10 TDI (LMP1) Biela - Pirro - Werner         | 1              | Audi Sport North America Audi R10 TDI (LMP1) Biela - Pirro - Werner         | 1               | Audi Sport North America Audi R10 TDI (LMP1) Biela - Pirro - Werner         | 7               | Team Peugeot Total Peugeot 908 HDi FAP (LMP1) Gené - Minassian - Villeneuve |
| 3    | 3                  | Audi Sport Team Joest Audi R10 TDI (LMP1) Luhr - Rockenfeller - Prémat      | 7              | Team Peugeot Total Peugeot 908 HDi FAP (LMP1) Gené - Minassian - Villeneuve | 7               | Team Peugeot Total Peugeot 908 HDi FAP (LMP1) Gené - Minassian - Villeneuve | 8               | Team Peugeot Total Peugeot 908 HDi FAP (LMP1) Lamy - Sarrazin - Bourdais    |
| 4    | 7                  | Team Peugeot Total Peugeot 908 HDi FAP (LMP1) Gené - Minassian - Villeneuve | 16             | Pescarolo Sport Pescarolo 01 (LMP1) Collard - Bouillon - Dumas              | 16              | Pescarolo Sport Pescarolo 01 (LMP1) Collard - Bouillon - Dumas              | 16              | Pescarolo Sport Pescarolo 01 (LMP1) Collard - Bouillon - Dumas              |
| 5    | 8                  | Team Peugeot Total Peugeot 908 HDi FAP (LMP1) Lamy - Sarrazin - Bourdais    | 17             | Pescarolo Sport Pescarolo 01 (LMP1) Primat - Tinseau - Tréluyer             | 8               | Team Peugeot Total Peugeot 908 HDi FAP (LMP1) Lamy - Sarrazin - Bourdais    | 18              | Rollcentre Racing Pescarolo 01 (LMP1) Barbosa - Hall - Short                |

- source : l'intégralité des classements heure par heure sur le site officiel des 24 Heures du Mans. lemans.org

### Classement final de la course

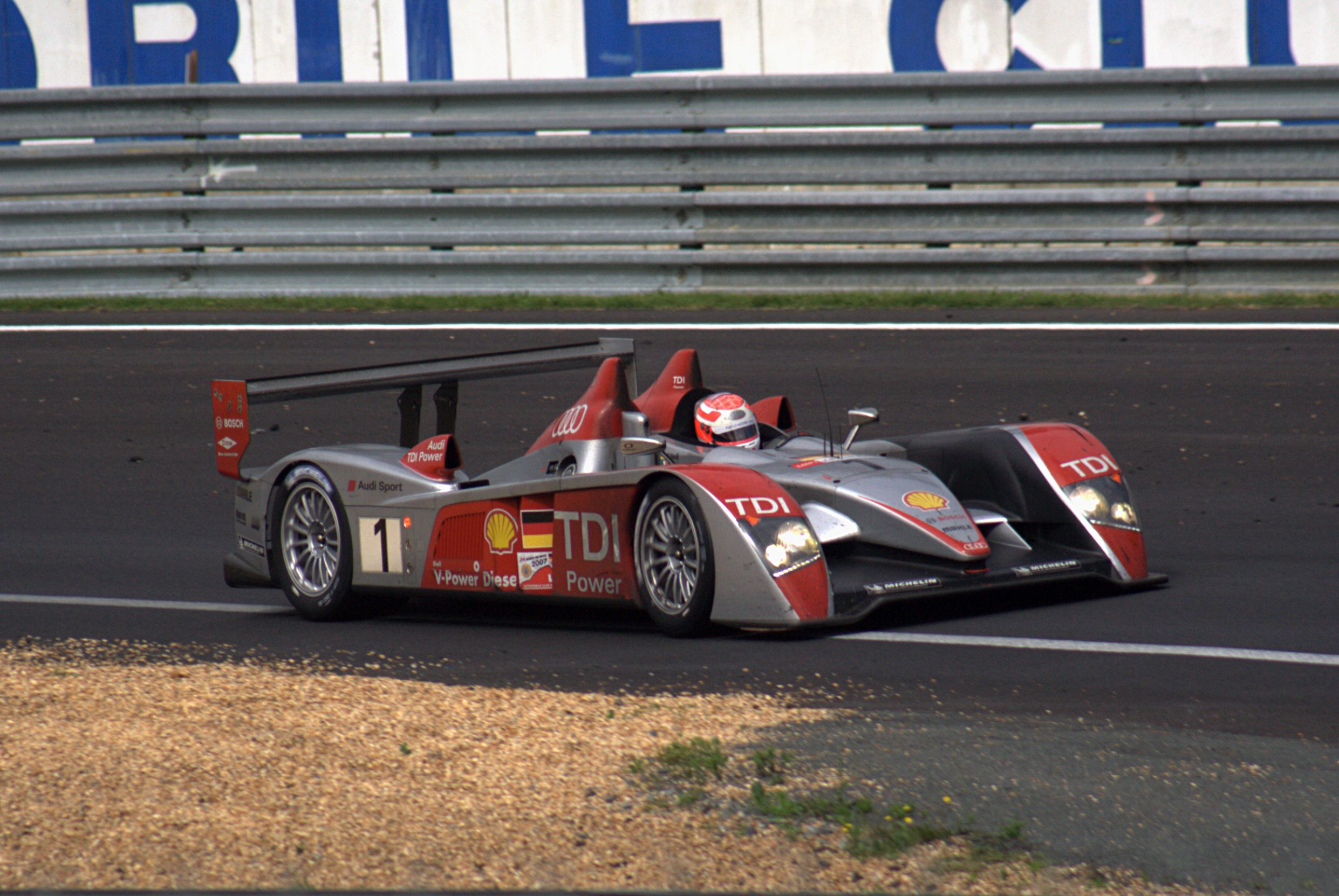
L'Audi R10 TDI, victorieuse de l'édition 2007.

Voici le classement officiel au terme des 24 heures de course :
Légende :

- Les vainqueurs de chaque catégorie sont signalés par un fond jauni.
- Pour la colonne Pneus, il faut passer le curseur au-dessus du modèle pour connaître le manufacturier de pneumatiques.

| Pos. | Catégorie | N°  | Écurie                                   | Pilotes                                                    | Châssis                             | Pneus | Tours |
| Pos. | Catégorie | N°  | Écurie                                   | Pilotes                                                    | Moteur                              | Pneus | Tours |
| --- | --------- | --- | ---------------------------------------- | ---------------------------------------------------------- | ----------------------------------- | ----- | ----- |
| 1 | LMP1      | 1   | Audi Sport North America                 | Marco Werner Emanuele Pirro Frank Biela                    | Audi R10 TDI                        | M     | 369   |
| 1 | LMP1      | 1   | Audi Sport North America                 | Marco Werner Emanuele Pirro Frank Biela                    | Audi TDI 5.5L Turbo V12 (Diesel)    | M     | 369   |
| 2 | LMP1      | 8   | Team Peugeot Total                       | Stéphane Sarrazin Pedro Lamy Sébastien Bourdais            | Peugeot 908 HDi FAP                 | M     | 359   |
| 2 | LMP1      | 8   | Team Peugeot Total                       | Stéphane Sarrazin Pedro Lamy Sébastien Bourdais            | Peugeot HDi 5.5L Turbo V12 (Diesel) | M     | 359   |
| 3 | LMP1      | 16  | Pescarolo Sport                          | Emmanuel Collard Jean-Christophe Boullion Romain Dumas     | Pescarolo 01                        | M     | 358   |
| 3 | LMP1      | 16  | Pescarolo Sport                          | Emmanuel Collard Jean-Christophe Boullion Romain Dumas     | Judd GV5.5 S2 5.5L V10              | M     | 358   |
| 4 | LMP1      | 18  | Rollcentre Racing                        | Stuart Hall João Barbosa Martin Short                      | Pescarolo 01                        | D     | 347   |
| 4 | LMP1      | 18  | Rollcentre Racing                        | Stuart Hall João Barbosa Martin Short                      | Judd GV5.5 S2 5.5L V10              | D     | 347   |
| 5 | GT1       | 009 | Aston Martin Racing                      | David Brabham Darren Turner Rickard Rydell                 | Aston Martin DBR9                   | M     | 343   |
| 5 | GT1       | 009 | Aston Martin Racing                      | David Brabham Darren Turner Rickard Rydell                 | Aston Martin 6.0L V12               | M     | 343   |
| 6 | GT1       | 63  | Corvette Racing                          | Johnny O'Connell Jan Magnussen Ron Fellows                 | Chevrolet Corvette C6.R             | M     | 342   |
| 6 | GT1       | 63  | Corvette Racing                          | Johnny O'Connell Jan Magnussen Ron Fellows                 | Chevrolet LS7-R 7.0L V8             | M     | 342   |
| 7 | GT1       | 008 | Aston Martin Racing Larbre Compétition   | Christophe Bouchut Fabrizio Gollin Casper Elgaard          | Aston Martin DBR9                   | M     | 341   |
| 7 | GT1       | 008 | Aston Martin Racing Larbre Compétition   | Christophe Bouchut Fabrizio Gollin Casper Elgaard          | Aston Martin 6.0L V12               | M     | 341   |
| 8 | LMP1      | 15  | Charouz Racing System                    | Jan Charouz Stefan Mücke Alex Yoong                        | Lola B07/17                         | M     | 338   |
| 8 | LMP1      | 15  | Charouz Racing System                    | Jan Charouz Stefan Mücke Alex Yoong                        | Judd GV5.5 S2 5.5L V10              | M     | 338   |
| 9 | GT1       | 007 | Aston Martin Racing                      | Johnny Herbert Peter Kox Tomáš Enge                        | Aston Martin DBR9                   | M     | 337   |
| 9 | GT1       | 007 | Aston Martin Racing                      | Johnny Herbert Peter Kox Tomáš Enge                        | Aston Martin 6.0L V12               | M     | 337   |
| 10 | GT1       | 54  | Team Oreca                               | Laurent Groppi Nicolas Prost Jean-Philippe Belloc          | Saleen S7-R                         | M     | 337   |
| 10 | GT1       | 54  | Team Oreca                               | Laurent Groppi Nicolas Prost Jean-Philippe Belloc          | Ford 7.0L V8                        | M     | 337   |
| 11 | GT1       | 100 | Aston Martin Racing BMS                  | Fabio Babini Jamie Davies Matteo Malucelli                 | Aston Martin DBR9                   | P     | 336   |
| 11 | GT1       | 100 | Aston Martin Racing BMS                  | Fabio Babini Jamie Davies Matteo Malucelli                 | Aston Martin 6.0L V12               | P     | 336   |
| 12 | GT1       | 72  | Luc Alphand Aventures                    | Luc Alphand Jérôme Policand Patrice Goueslard              | Chevrolet Corvette C6.R             | M     | 327   |
| 12 | GT1       | 72  | Luc Alphand Aventures                    | Luc Alphand Jérôme Policand Patrice Goueslard              | Chevrolet LS7-R 7.0L V8             | M     | 327   |
| 13 | LMP1      | 17  | Pescarolo Sport                          | Harold Primat Christophe Tinseau Benoît Tréluyer           | Pescarolo 01                        | M     | 325   |
| 13 | LMP1      | 17  | Pescarolo Sport                          | Harold Primat Christophe Tinseau Benoît Tréluyer           | Judd GV5.5 S2 5.5L V10              | M     | 325   |
| 14 | GT1       | 67  | Convers MenX Racing                      | Alexei Vasiliev Tomáš Kostka Robert Pergl                  | Ferrari 550 GTS Maranello           | P     | 322   |
| 14 | GT1       | 67  | Convers MenX Racing                      | Alexei Vasiliev Tomáš Kostka Robert Pergl                  | Ferrari F133 5.9L V12               | P     | 322   |
| 15 | GT2       | 76  | IMSA Performance Matmut                  | Raymond Narac Richard Lietz Patrick Long                   | Porsche 911 GT3 RSR (997)           | M     | 320   |
| 15 | GT2       | 76  | IMSA Performance Matmut                  | Raymond Narac Richard Lietz Patrick Long                   | Porsche 3.8L Flat-6                 | M     | 320   |
| 16 | GT1       | 55  | Team Oreca                               | Stéphane Ortelli Soheil Ayari Nicolas Lapierre             | Saleen S7-R                         | M     | 318   |
| 16 | GT1       | 55  | Team Oreca                               | Stéphane Ortelli Soheil Ayari Nicolas Lapierre             | Ford 7.0L V8                        | M     | 318   |
| 17 | GT1       | 59  | Team Modena                              | Antonio García Jos Menten Christian Fittipaldi             | Aston Martin DBR9                   | M     | 318   |
| 17 | GT1       | 59  | Team Modena                              | Antonio García Jos Menten Christian Fittipaldi             | Aston Martin 6.0L V12               | M     | 318   |
| 18 | LMP2      | 31  | Binnie Motorsports                       | William Binnie Allen Timpany Chris Buncombe                | Lola B05/42                         | K     | 318   |
| 18 | LMP2      | 31  | Binnie Motorsports                       | William Binnie Allen Timpany Chris Buncombe                | Zytek ZG348 3.4L V8                 | K     | 318   |
| 19 | GT2       | 99  | Risi Competizione Krohn Racing           | Tracy Krohn Niclas Jönsson Colin Braun                     | Ferrari F430 GTC                    | M     | 314   |
| 19 | GT2       | 99  | Risi Competizione Krohn Racing           | Tracy Krohn Niclas Jönsson Colin Braun                     | Ferrari F136 4.0L V8                | M     | 314   |
| 20 | LMP1      | 19  | Chamberlain Synergy Motorsport           | Gareth Evans Bob Berridge Peter Owen                       | Lola B06/10                         | M     | 310   |
| 20 | LMP1      | 19  | Chamberlain Synergy Motorsport           | Gareth Evans Bob Berridge Peter Owen                       | AER P32T 4.0L Turbo V8              | M     | 310   |
| 21 | GT2       | 93  | Autorlando Sport Farnbacher Racing       | Pierre Ehret Lars-Erik Nielsen Allan Simonsen              | Porsche 911 GT3 RSR (997)           | P     | 309   |
| 21 | GT2       | 93  | Autorlando Sport Farnbacher Racing       | Pierre Ehret Lars-Erik Nielsen Allan Simonsen              | Porsche 3.8L Flat-6                 | P     | 309   |
| 22 | GT2       | 78  | AF Corse Aucott Racing                   | Joe Macari Ben Aucott Adrian Newey                         | Ferrari F430 GTC                    | M     | 308   |
| 22 | GT2       | 78  | AF Corse Aucott Racing                   | Joe Macari Ben Aucott Adrian Newey                         | Ferrari F136 4.0L V8                | M     | 308   |
| 23 | GT2       | 82  | Team LNT                                 | Lawrence Tomlinson Richard Dean Robert Bell                | Panoz Esperante GTLM                | P     | 308   |
| 23 | GT2       | 82  | Team LNT                                 | Lawrence Tomlinson Richard Dean Robert Bell                | Ford (Élan) 5.0L V8                 | P     | 308   |
| 24 | GT1       | 73  | Luc Alphand Aventures                    | Jean-Luc Blanchemain Didier André Vincent Vosse            | Chevrolet Corvette C5-R             | M     | 306   |
| 24 | GT1       | 73  | Luc Alphand Aventures                    | Jean-Luc Blanchemain Didier André Vincent Vosse            | Chevrolet LS7-R 7.0L V8             | M     | 306   |
| 25 | LMP1      | 14  | Racing for Holland b.v.                  | Jan Lammers Jeroen Bleekemolen David Hart                  | Dome S101.5                         | M     | 305   |
| 25 | LMP1      | 14  | Racing for Holland b.v.                  | Jan Lammers Jeroen Bleekemolen David Hart                  | Judd GV5.5 S2 5.5L V10              | M     | 305   |
| 26 | LMP1      | 12  | Courage Compétition                      | Alexander Frei Jonathan Cochet Bruno Besson                | Courage LC70                        | M     | 304   |
| 26 | LMP1      | 12  | Courage Compétition                      | Alexander Frei Jonathan Cochet Bruno Besson                | AER P32T 3.6L Turbo V8              | M     | 304   |
| 27 | LMP2      | 33  | Barazi Epsilon Zytek Engineering         | Adrián Fernández Haruki Kurosawa Robbie Kerr               | Zytek 07S/2                         | M     | 301   |
| 27 | LMP2      | 33  | Barazi Epsilon Zytek Engineering         | Adrián Fernández Haruki Kurosawa Robbie Kerr               | Zytek ZG348 3.4L V8                 | M     | 301   |
| 28 | GT1       | 70  | PSI Experience                           | Claude-Yves Gosselin David Hallyday Philipp Peter          | Chevrolet Corvette C6.R             | P     | 289   |
| 28 | GT1       | 70  | PSI Experience                           | Claude-Yves Gosselin David Hallyday Philipp Peter          | Chevrolet LS7-R 7.0L V8             | P     | 289   |
| 29 | GT1       | 006 | Aston Martin Racing Larbre Compétition   | Patrick Bornhauser Roland Bervillé Gregor Fisken           | Aston Martin DBR9                   | M     | 272   |
| 29 | GT1       | 006 | Aston Martin Racing Larbre Compétition   | Patrick Bornhauser Roland Bervillé Gregor Fisken           | Aston Martin 6.0L V12               | M     | 272   |
| Abandons Les équipages sont classés selon le nombre de tours effectués au moment de l'abandon de la course. |           |     |                                          |                                                            |                                     |       |       |
| Abd. | LMP1      | 7   | Team Peugeot Total                       | Nicolas Minassian Jacques Villeneuve Marc Gené             | Peugeot 908 HDi FAP                 | M     | 338   |
| Abd. | LMP1      | 7   | Team Peugeot Total                       | Nicolas Minassian Jacques Villeneuve Marc Gené             | Peugeot HDi 5.5L Turbo V12 (Diesel) | M     | 338   |
| Abd. | LMP1      | 2   | Audi Sport North America                 | Tom Kristensen Allan McNish Rinaldo Capello                | Audi R10 TDI                        | M     | 262   |
| Abd. | LMP1      | 2   | Audi Sport North America                 | Tom Kristensen Allan McNish Rinaldo Capello                | Audi TDI 5.5L Turbo V12 (Diesel)    | M     | 262   |
| Abd. | LMP2      | 32  | Barazi Epsilon                           | Juan Barazi Michael Vergers Karim Ojjeh                    | Zytek 07S/2                         | M     | 252   |
| Abd. | LMP2      | 32  | Barazi Epsilon                           | Juan Barazi Michael Vergers Karim Ojjeh                    | Zytek ZG348 3.4L V8                 | M     | 252   |
| Abd. | GT2       | 83  | GPC Sport                                | Matthew Marsh Carl Rosenblad Jesus Diez Villarroel         | Ferrari F430 GTC                    | P     | 252   |
| Abd. | GT2       | 83  | GPC Sport                                | Matthew Marsh Carl Rosenblad Jesus Diez Villarroel         | Ferrari F136 4.0L V8                | P     | 252   |
| Abd. | LMP2      | 25  | Ray Mallock Ltd.                         | Mike Newton Andy Wallace Thomas Erdos                      | MG-Lola EX264                       | M     | 251   |
| Abd. | LMP2      | 25  | Ray Mallock Ltd.                         | Mike Newton Andy Wallace Thomas Erdos                      | AER P07 2.0L Turbo I4               | M     | 251   |
| Abd. | GT2       | 87  | Scuderia Ecosse                          | Chris Niarchos Tim Mullen (en) Andrew Kirkaldy             | Ferrari F430 GTC                    | P     | 241   |
| Abd. | GT2       | 87  | Scuderia Ecosse                          | Chris Niarchos Tim Mullen (en) Andrew Kirkaldy             | Ferrari F136 4.0L V8                | P     | 241   |
| Abd. | LMP2      | 35  | Saulnier Racing                          | Jacques Nicolet Alain Filhol Bruce Jouanny                 | Courage LC75                        | M     | 224   |
| Abd. | LMP2      | 35  | Saulnier Racing                          | Jacques Nicolet Alain Filhol Bruce Jouanny                 | AER P07 2.0L Turbo I4               | M     | 224   |
| Abd. | GT2       | 97  | Risi Competizione                        | Mika Salo Johnny Mowlem Jaime Melo Jr.                     | Ferrari F430 GTC                    | M     | 223   |
| Abd. | GT2       | 97  | Risi Competizione                        | Mika Salo Johnny Mowlem Jaime Melo Jr.                     | Ferrari F136 4.0L V8                | M     | 223   |
| Abd. | LMP2      | 24  | Noël del Bello Racing                    | Vitaly Petrov Romain Iannetta Liz Halliday (en)            | Courage LC75                        | M     | 198   |
| Abd. | LMP2      | 24  | Noël del Bello Racing                    | Vitaly Petrov Romain Iannetta Liz Halliday (en)            | AER P07 2.0L Turbo I4               | M     | 198   |
| Abd. | LMP1      | 13  | Courage Compétition                      | Jean-Marc Gounon Guillaume Moreau Stefan Johansson         | Courage LC70                        | M     | 175   |
| Abd. | LMP1      | 13  | Courage Compétition                      | Jean-Marc Gounon Guillaume Moreau Stefan Johansson         | AER P32T 3.6L Turbo V8              | M     | 175   |
| Abd. | GT2       | 85  | Spyker Squadron b.v.                     | Andrea Belicchi Andrea Chiesa Alex Caffi                   | Spyker C8 Spyder GT2-R              | M     | 145   |
| Abd. | GT2       | 85  | Spyker Squadron b.v.                     | Andrea Belicchi Andrea Chiesa Alex Caffi                   | Audi 3.8L V8                        | M     | 145   |
| Abd. | LMP2      | 40  | Quifel ASM Team Racing for Portugal      | Miguel Amaral Warren Hughes Miguel Ángel de Castro         | Lola B05/40                         | D     | 137   |
| Abd. | LMP2      | 40  | Quifel ASM Team Racing for Portugal      | Miguel Amaral Warren Hughes Miguel Ángel de Castro         | AER P07 2.0L Turbo I4               | D     | 137   |
| Abd. | LMP2      | 20  | PiR Compétition                          | Marc Rostan Chris MacAllister Gavin Pickering (de)         | Pilbeam MP93                        | M     | 126   |
| Abd. | LMP2      | 20  | PiR Compétition                          | Marc Rostan Chris MacAllister Gavin Pickering (de)         | Judd XV675 3.4L V8                  | M     | 126   |
| Abd. | GT2       | 80  | Flying Lizard Motorsports                | Johannes van Overbeek Seth Neiman Jörg Bergmeister         | Porsche 911 GT3 RSR (997)           | M     | 124   |
| Abd. | GT2       | 80  | Flying Lizard Motorsports                | Johannes van Overbeek Seth Neiman Jörg Bergmeister         | Porsche 3.8L Flat-6                 | M     | 124   |
| Abd. | LMP2      | 44  | Kruse Schiller Motorsport                | "Tony" Burgess (de) Jean De Pourtales Norbert Siedler (en) | Pescarolo 01                        | K     | 98    |
| Abd. | LMP2      | 44  | Kruse Schiller Motorsport                | "Tony" Burgess (de) Jean De Pourtales Norbert Siedler (en) | Judd XV675 3.4L V8                  | K     | 98    |
| Abd. | GT2       | 86  | Spyker Squadron b.v.                     | Jaroslav Janis Mike Hezemans Jonny Kane                    | Spyker C8 Spyder GT2-R              | M     | 70    |
| Abd. | GT2       | 86  | Spyker Squadron b.v.                     | Jaroslav Janis Mike Hezemans Jonny Kane                    | Audi 3.8L V8                        | M     | 70    |
| Abd. | GT2       | 71  | Seikel Motorsport Team Felbermayr Proton | Horst Felbermayr, Sr. Horst Felbermayr, Jr. Philip Collin  | Porsche 911 GT3 RSR (997)           | Y     | 68    |
| Abd. | GT2       | 71  | Seikel Motorsport Team Felbermayr Proton | Horst Felbermayr, Sr. Horst Felbermayr, Jr. Philip Collin  | Porsche 3.8L Flat-6                 | Y     | 68    |
| Abd. | LMP1      | 5   | Swiss Spirit                             | Marcel Fässler Jean-Denis Delétraz Iradj Alexander         | Lola B07/18                         | M     | 62    |
| Abd. | LMP1      | 5   | Swiss Spirit                             | Marcel Fässler Jean-Denis Delétraz Iradj Alexander         | Audi 3.6L Turbo V8                  | M     | 62    |
| Abd. | GT2       | 81  | Team LNT                                 | Tom Kimber-Smith Danny Watts Tom Milner Jr.                | Panoz Esperante GTLM                | P     | 60    |
| Abd. | GT2       | 81  | Team LNT                                 | Tom Kimber-Smith Danny Watts Tom Milner Jr.                | Ford (Élan) 5.0L V8                 | P     | 60    |
| Abd. | LMP2      | 29  | T2M Motorsport                           | Robin Longechal Yutaka Yamagishi Yojiro Terada             | Dome S101.5                         | M     | 56    |
| Abd. | LMP2      | 29  | T2M Motorsport                           | Robin Longechal Yutaka Yamagishi Yojiro Terada             | Mader 3.4L V8                       | M     | 56    |
| Abd. | LMP1      | 9   | Creation Autosportif Ltd.                | Jamie Campbell-Walter Shinji Nakano Felipe Ortiz (de)      | Creation CA07                       | D     | 55    |
| Abd. | LMP1      | 9   | Creation Autosportif Ltd.                | Jamie Campbell-Walter Shinji Nakano Felipe Ortiz (de)      | Judd GV5.5 S2 5.5L V10              | D     | 55    |
| Abd. | LMP1      | 3   | Audi Sport Team Joest                    | Lucas Luhr Mike Rockenfeller Alexandre Prémat              | Audi R10 TDI                        | M     | 23    |
| Abd. | LMP1      | 3   | Audi Sport Team Joest                    | Lucas Luhr Mike Rockenfeller Alexandre Prémat              | Audi TDI 5.5L Turbo V12 (Diesel)    | M     | 23    |
| Abd. | GT1       | 64  | Corvette Racing                          | Oliver Gavin Olivier Beretta Max Papis                     | Chevrolet Corvette C6.R             | M     | 22    |
| Abd. | GT1       | 64  | Corvette Racing                          | Oliver Gavin Olivier Beretta Max Papis                     | Chevrolet LS7-R 7.0L V8             | M     | 22    |
| Abd. | LMP2      | 21  | Team Bruichladdich Radical               | Tim Greaves Stuart Moseley Robin Liddell                   | Radical SR9                         | D     | 16    |
| Abd. | LMP2      | 21  | Team Bruichladdich Radical               | Tim Greaves Stuart Moseley Robin Liddell                   | AER P07 2.0L Turbo I4               | D     | 16    |
| Abd. | GT1       | 53  | JLOC Isao Noritake                       | Koji Yamanishi Atsushi Yogō (de)                           | Lamborghini Murciélago R-GT         | Y     | 1     |
| Abd. | GT1       | 53  | JLOC Isao Noritake                       | Koji Yamanishi Atsushi Yogō (de)                           | Lamborghini L535 6.0L V12           | Y     | 1     |
| N. q. | LMP1      | 10  | Arena Motorsports International          | Stefan Johansson Hayanari Shimoda                          | Zytek 07S                           | M     | -     |
| N. q. | LMP1      | 10  | Arena Motorsports International          | Stefan Johansson Hayanari Shimoda                          | Zytek 2ZG408 4.0L V8                | M     | -     |

## À noter
- Longueur du circuit : 13,629 km.
- Vitesse maximum enregistrée : 332,8 km/h (Peugeot no 7)[8].
- Le meilleur tour en course signé par l'Audi no 2 (pilotée alors par Allan McNish), en 3 min 27 s 176 et réalisé au 231e tour est le record du meilleur tour en course depuis l'installation des chicanes dans la ligne droite des Hunaudières en 1990[8].
- En raison d'un moteur donnant de grands signes de faiblesse, Sébastien Bourdais (Peugeot no 8) s’arrête au virage Ford à 14 h 58 et attend d’être dépassé par l'Audi no 1 pour franchir la ligne d'arrivée[9].

## Statistiques et informations diverses

### Leaders successifs
Au départ : Peugeot no 8
Du 1er au 10e tour : Audi no 2
Du 11e au 12e tour : Audi no 3
Du 13e au 262e tour : Audi no 2
Du 263e au 369e tour : Audi no 1

### Neutralisations
| Cause                      | Début   | Fin     |
| -------------------------- | ------- | ------- |
| Pluie                      | 16 h 04 | 16 h 22 |
| Sortie de l'Audi no 3      | 16 h 33 | 17 h 44 |
| Sortie de la Creation no 9 | 21 h 58 | 22 h 23 |
| Pluie                      | 14 h 12 | 14 h 48 |